# Папа Бранковеану
Матеј, такође звани Папа Бранковеану, био је бојар из породице Матеја Басараба. Био је ожењен Станком, сестром владара војводе Шербана Кантакузина (1678-1688). Убили су га 15. марта 1655. године, поручници Сејмени и Дарбани. Био је отац војводе Константина Бранковеануа, коме је оставио значајно богатство.